# عسر التبول
عُسْر التبول (بالإنجليزية: Dysuria)‏ في الطب، بالأخص طب الجهاز البولي، يشير عسر التبول إلى التبول المؤلم، أو إلى صعوبة التبول أحيانا ولكنها نادرًا ما توصف بعسر التبول.
عسر التبول هو واحد من مجموعة من أعراض المثانة الهائجة (يشار إليها أحيانا بأعراض الجهاز البولي السفلي)، والتي تشمل البوال الليلي، وكثرة التبول.

## التشخيص التفريقي
توصف عادة بأنها شعور حارق أو لاذع. وتنتج غالبا عن عدوى الجهاز البولي. وقد تنتج أيضا عن الأمراض المنقولة جنسيا، و حصوات المثانة، وأورام المثانة، وأي مرض في البروستاتا. كما يمكن أن تحدث كأثر جانبي لمضادات الكولين المستعملة في حالات مرض باركنسون.يمكن تقسيم أسباب عسر التبول إلى 4 أقسام:

### أدوية ومواد مهيجة
- مهيجات كيماوية، مثل: السدادات القطنية، وأوراق المرحاض.
- أدوية، مثل: مضادات الكولين، والأدوية اللاستيرويدية المضادة للالتهاب.
- استهلاك الكابسيسين، مثل: فلفل الهابانيرو.

### أسباب تناسلية
- ضخامة البروستاتا (في الذكور)
- انتباذ بطاني رحمي (في الإناث)
- التهاب البروستاتا (في الذكور)
- التهاب مهبلي (في الإناث)

### أسباب بولية
- داء المتدثرات
- عدوى الجهاز البولي
- التهاب المثانة النزفي
- حصوات الكلى
- السرطان، مثل: سرطان المثانة، أو سرطان البروستاتا، أو سرطان الإحليل
- كبر حجم البروستاتا، مثل: ضخامة البروستاتا، أو سرطان البروستاتا
- التهاب البروستاتا
- التهاب الحويضة والكلية
- الأمراض المنقولة جنسيا
- داء المشعرات
- تضيق الإحليل
- التهاب الإحليل
- بلهارسيا بولية [7]
- عدوى الجهاز البولي الناتجة عن عدوى بكتيرية

### أخرى
- التهاب الردب
- انخفاض ضغط الدم
- كتلة في البطن
- التهاب المفاصل الارتكاسي
- البورفيريا الحادة المتقطعة
- البورفيريا الجسمية السائدة

## روابط خارجية
- Evaluation in Men - American Family Physician
- Evaluation in Women - American Family Physician
- Medic8
- IM.org